# Étienne Jaussen
Étienne Florentin Jaussen, dit Tepano (Rocles (Ardèche), 2 avril 1815-Arue (Polynésie française), 9 septembre 1891) est un missionnaire français, premier évêque et introducteur du catholicisme à Tahiti.

## Biographie
Issu d'une famille originaire de Florence, il nait en Ardèche au village de Rocles, au hameau des Perriers, d’André Jaussen et de Marie Allègre. Il fait ses études à Mende et obtient son diplôme d’instituteur. Par la suite, il est reçu au baccalauréat de Lettres à Montpellier. Il est ordonné prêtre en 1840, après être entré au grand Séminaire de Périgueux. Missionnaire picpucien, il est envoyé à Valparaiso en 1845 pour y être instructeur des novices.

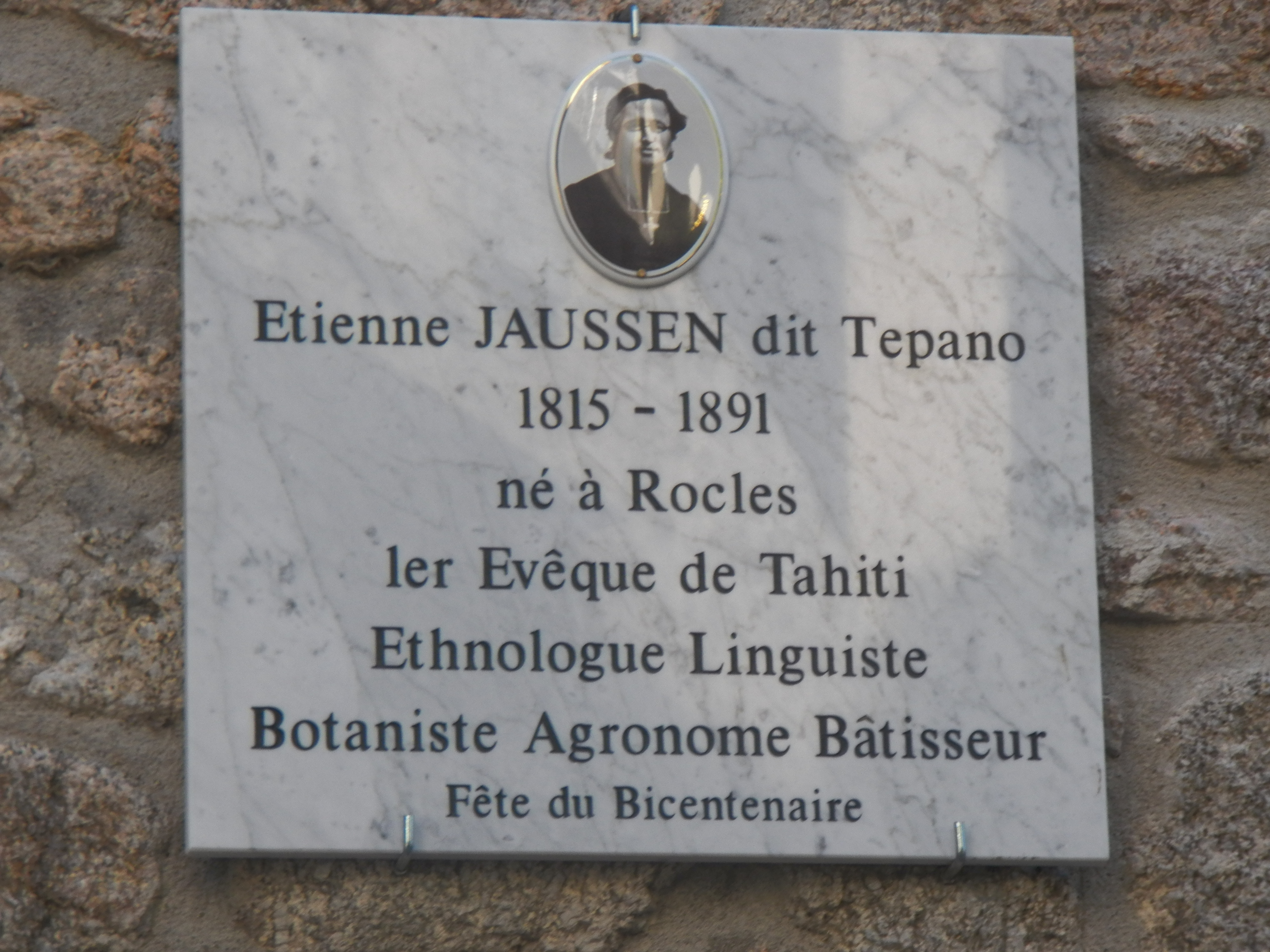
Etienne Jaussen

En 1848, après l'échec des Pères Caret et Laval en 1842, il est nommé vicaire apostolique de Tahiti (1848) et débarque à Papeete le 16 février 1849. L'île est alors entièrement aux mains des protestants.  
Jaussen va ainsi lutter pour instaurer le catholicisme dans l'île et parvient en 1851 à faire construire la première cathédrale de Papeete. En 1855, il achète près de la ville un grand domaine afin de créer une indépendance économique des missions et y développe la culture du cocotier, de la canne à sucre, de la vigne etc. Il y élève aussi des moutons et des bovins et installe des ruches pour l'apiculture. 
Évêque et aumônier de la division navale du Pacifique, il parcourt cet océan, des îles Sous-le-Vent aux Marquises, de l'île de Pâques aux Tuamotu où il introduit le cocotier alors inconnu. 
À l'île de Pâques, et bien que celle-ci ne soit pas française, il intervient auprès du gouvernement du Pérou pour qu'y cessent les razzias et l'esclavage. En 1868, en reconnaissance, des habitants de l'île de Pâques installés à Tahiti, lui offrent une étrange planchette de bois gravée de curieuses inscriptions. Jaussen demande alors aux missionnaires officiants sur l'île de lui en trouver d'autres. Cinq tablettes sont recueillies. Jaussen les étudie et est convaincu qu'il s'agit de véritables hiéroglyphes d'une écriture pictographique qui n’est plus déchiffrée par les autochtones. L'écriture est boustrophédon : les lignes se lisent alternativement de droite à gauche et vice-versa. Avec Metoro, un Pascuan cultivé, il croit qu'il s'agit de formules magiques et de fragments de chants sacrés et profanes. 
Jaussen parvient à établir une chronologie des rois de l'île depuis mille ans et propose un répertoire traduit des plus importants idéogrammes. La traduction est de nos jours remise en cause mais Jaussen est parvenu à établir neuf rubriques concernant les dieux, les hommes, la terre, la mer, les animaux, les végétaux, les objets, les actions et les signes composés. 
Après les ravages de l'aventurier usurpateur Jean-Baptiste Dutrou-Bornier, il fait évacuer en 1871 les missionnaires de l'île de Pâques. En 1884, il quitte ses fonctions épiscopales et s'installe à Arue dans la paroisse de Papenoo où il meurt en 1891.

## Œuvres
On lui doit des recherches sur Rapa Nui, des grammaires, des dictionnaires, un catéchisme et une histoire sainte en tahitien ainsi que : 
- Lettre sur l'île de Pâques (1873), in Annales des Sacrés-cœurs, 1879, p. 83-94
- L'île de Pâques, histoire et écriture, in Bulletin de géographie historique, vol.2, 1893, p. 240-270 (mémoire posthume écrite par le Père Alazard à partir des notes laissées par Jaussen) (Lire en ligne).